# Jean-François Coayllet
Jean François Coayllet, né le 18 mai 1748 à Abbeville (Somme), mort le 26 juin 1806 à Saint-Omer (Pas-de-Calais), est un général français de la révolution française.

## États de service
Il entre en service comme soldat au régiment de Piémont en 1764. En 1780, il est chef de légion de la garde nationale à Saint-Omer.
Il est nommé adjudant général chef de bataillon le 17 septembre 1793, puis général de brigade le 22 septembre 1793.
Il est suspendu par Duquesnoy le 22 pluviôse an II (15 février 1794). Il écrit à Aubry, membre du comité de salut public pour exposer ses services et se plaindre du comportement de Carnot à son égard.
Il meurt le 26 juin 1806, à Saint-Omer.

## Sources
- (en) « Generals Who Served in the French Army during the Period 1789 - 1814: Eberle to Exelmans »
- Étienne Charavay, Correspondance générale de Carnot, tome 1, imprimerie Nationale, 1897, p. 424.
- Docteur Robinet, Jean-François Eugène et J. Le Chapelain, Dictionnaire historique et biographique de la révolution et de l'empire, 1789-1815, volume 2, Librairie Historique de la révolution et de l’empire, 900 p. (lire en ligne), p. 430.